# Rise Tower
Rise Tower (árabe: برج رايز ) es un proyecto de construcción de un rascacielos propuesto en Riad, Arabia Saudita. Está previsto que sea el primer edificio de 2 kilómetros de altura (6562 pies) y sería el edificio o estructura más alto del mundo una vez finalizado, con 1180 m (3872 pies) más alto que el Burj Khalifa y superando a la Torre Jeddah en casi 1000 metros. Fue concebido en diciembre de 2022 por el Fondo de Inversión Pública y sus diseños fueron anunciados en agosto de 2023 como pieza central del proyecto Polo Norte.

## Descripción general
En diciembre de 2022, la agencia de comunicación MEED informó que el Fondo de Inversión Pública de Arabia Saudita está considerando un plan para construir el rascacielos más alto del mundo, con una altura de unos 2000 metros, en un área de 18 kilómetros cuadrados en el norte de Riad, ubicado muy cerca del Aeropuerto Internacional Rey Khalid con un presupuesto estimado de 5 mil millones de dólares.
En agosto de 2023, seis meses después del anuncio del proyecto Nuevo Murabba, Mohammed al-Qahtani, director ejecutivo de Saudi Arabia Holding Company, dio a conocer los diseños del Rise Tower. El rascacielos se construirá en el sitio de 306 kilómetros cuadrados del proyecto Polo Norte, un desarrollo inmobiliario planificado de uso mixto denominado "ciudad del futuro".
En marzo de 2025 se informó que se estaba realizando un concurso para su construcción y que seis constructoras competían para ganarlo.